# Lisanne de Witte
Lisanne de Witte (Vlaardingen, 10 de septiembre de 1992) es una deportista neerlandesa que compite en atletismo, en la modalidad de carrera de velocidad. Se especializa en los 400 metros, donde ostentó el récord neerlandés con su mejor tiempo personal de 50,77 segundos entre 2018 y 2021.
De Witte representó a los Países Bajos en los Juegos Olímpicos de 2016, 2020 y 2024. Ganó medallas de bronce en los 400 metros en el Campeonato Europeo de Atletismo de 2018 y el Campeonato Europeo de Atletismo en Pista Cubierta de 2019. Ganó un total de nueve títulos nacionales neerlandeses en los 200 metros, 400 metros, y 800 metros.
De Witte también ganó varias medallas en campeonatos internacionales como parte de los equipos femeninos neerlandeses de relevo 4 × 400 metros, incluidas medallas de oro en los Campeonato Mundial de Atletismo de 2023 y el Campeonato Mundial de Atletismo en Pista Cubierta de 2024 y una medalla de plata en los Juegos Olímpicos de París 2024.

## Primeros años de vida
De Witte nació el 10 de septiembre de 1992 en Vlaardingen, Países Bajos. Tiene una hermana menor, Laura de Witte, que también es velocista de 400 metros.

## Trayectoria

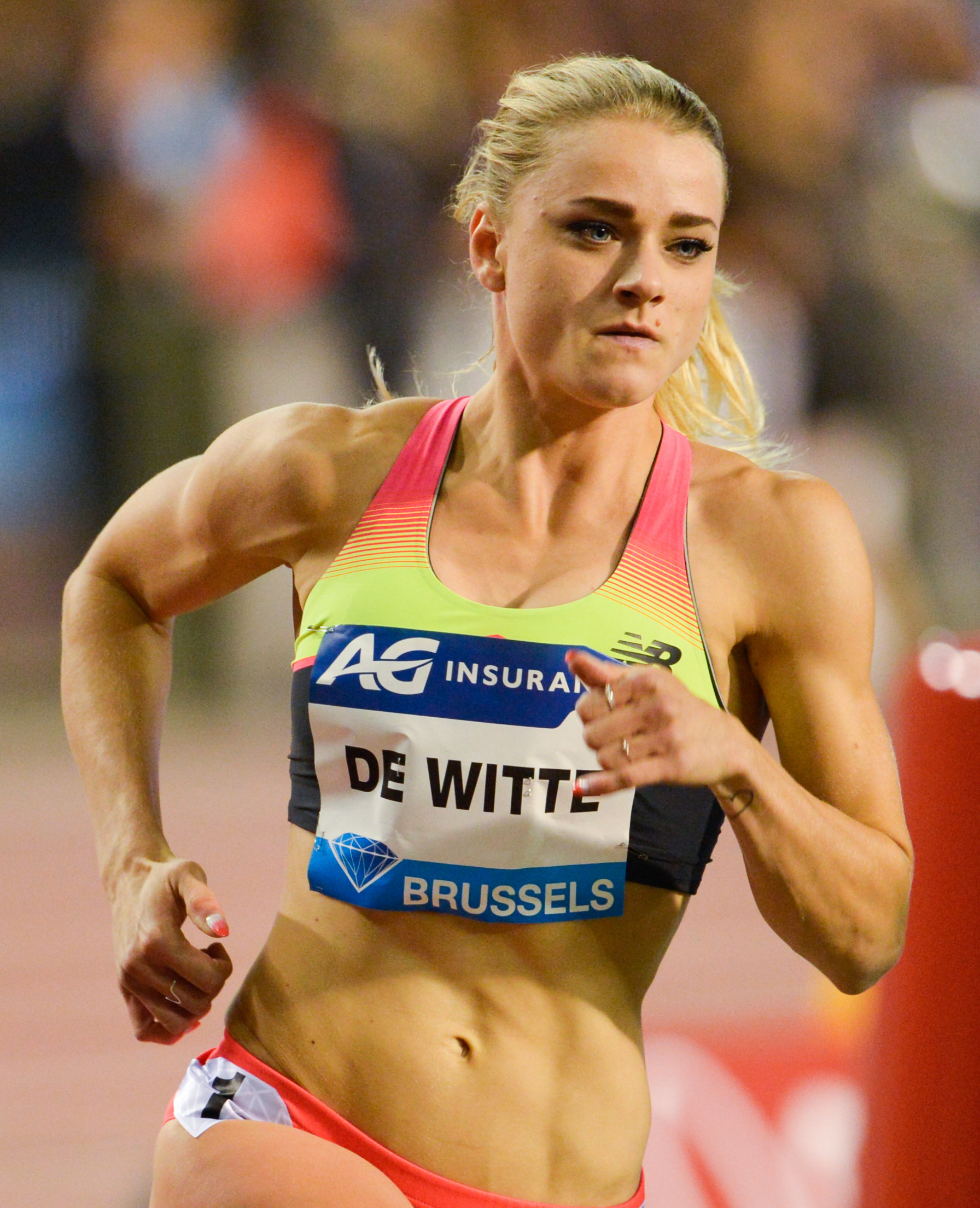
Lisanne de Witte en acción durante el Memorial Van Damme en 2015.

De Witte comenzó a representar a los Países Bajos en campeonatos internacionales en 2011. En el Campeonato Mundial de Atletismo en Pista Cubierta de 2014, De Witte llegó a las semifinales de los 400 metros. En la prueba clasificatoria, logró su mejor marca personal de 52,61 s, pero en su semifinal fue descalificada tras una protesta del equipo de Estados Unidos, que alegó que había derribado a Joanna Atkins. De Witte sufrió aún más contratiempos en abril, cuando sufrió un desgarro de unos centímetros en uno de los músculos isquiotibiales durante un entrenamiento en el bosque. Cuando este se convirtió en un desgarro de ocho centímetros cuatro semanas después, no pudo hacer nada durante los dos primeros meses, y luego retomó su rutina poco a poco. Como resultado, no participó en más competiciones ese año.

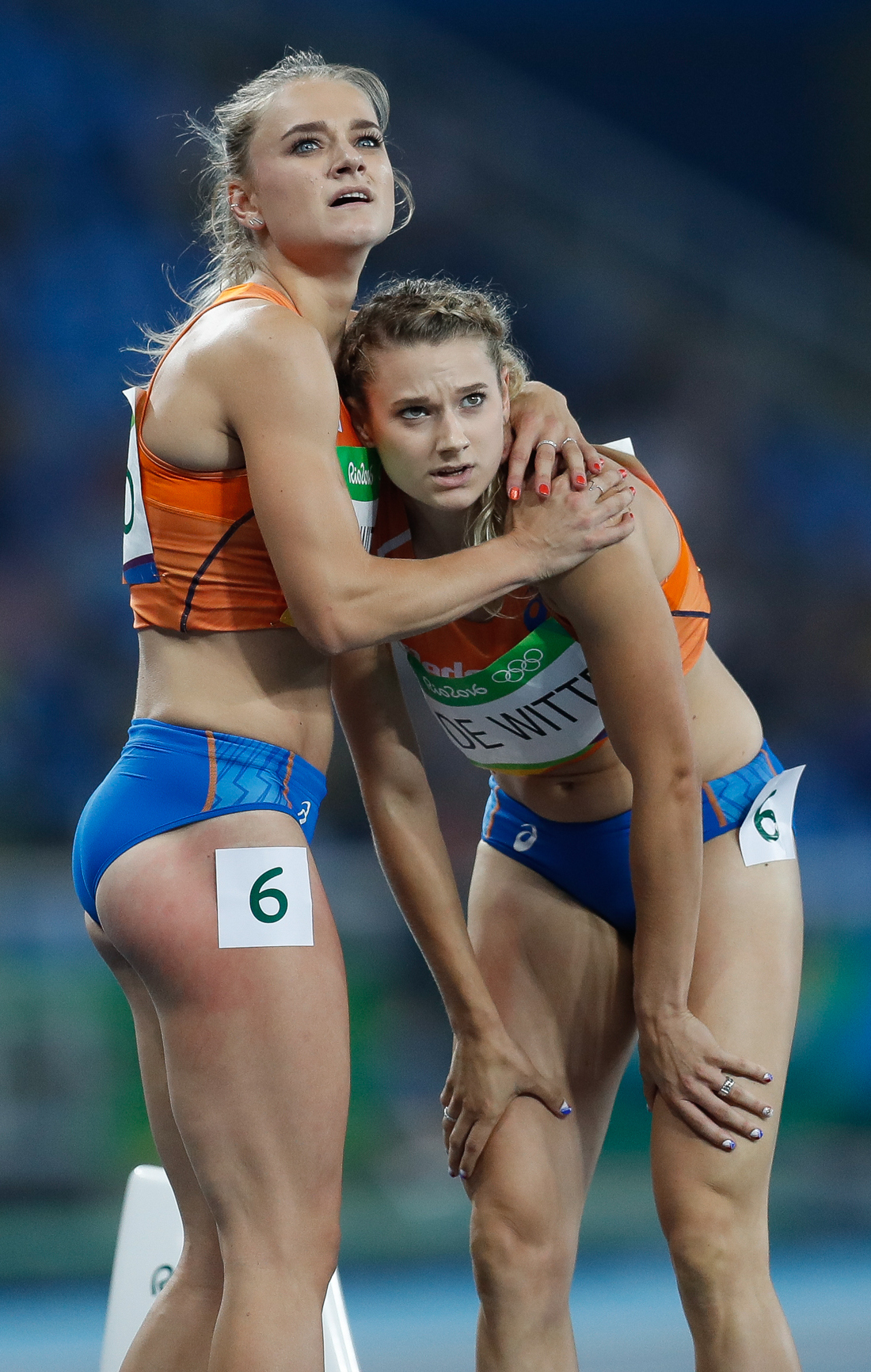
Lisanne y su hermana Laura de Witte durante los Juegos Olímpicos de Río de Janeiro 2016.

De Witte soñaba con competir en los Juegos Olímpicos de Río de Janeiro 2016, aunque se dio cuenta de que aún le quedaba un largo camino por recorrer para alcanzar el tiempo de clasificación de 51.50 s en los 400 metros, a más de un segundo de su mejor marca personal. Sin embargo, también tenía oportunidades de competir en el relevo 4 × 400 metros en los Juegos. Primero, sentía que tenía que ganar un título holandés de 400 metros, comenzando en el Campeonato Neerlandés de Atletismo en Pista Cubierta de 2016 en Apeldoorn. En una competición internacional en Glasgow el 20 de febrero, logró un tiempo de 52.49 s, clasificándose para el Campeonato Mundial de Atletismo en Pista Cubierta de 2016 en Portland. Una semana después, ganó su primer título nacional en pista cubierta con 53.12 s, seguido de su hermana menor Laura, que quedó segunda con 53.47 s. En el Campeonato Mundial en Pista Cubierta de Portland en marzo, también llegó a semifinales, pero allí las cosas volvieron a salir mal. Esta vez, tras quedar en la parte trasera de la parrilla tras la salida, tuvo que correr demasiados metros por el exterior para llegar a la cabeza. «Esos metros de más me costaron muchísimo. Fue una estupidez de mi parte». El equipo neerlandés logró clasificarse para los Juegos Olímpicos de Río de Janeiro 2016, y aunque no fueron en los 400 metros, sino en relevo, el sueño de Lisanne de Witte se había hecho realidad, y el hecho de que su hermana Laura también participara lo hizo aún más especial. En la ciudad brasileña, Madiea Ghafoor, Lisanne de Witte, Nicky van Leuveren y Laura de Witte fueron eliminadas de la final en su serie, pero su tiempo final de 3:26.98 min fue una mejora significativa respecto al récord nacional establecido en el Campeonato Europeo de Atletismo de 2016 en Ámsterdam.
En el Campeonato Mundial de Atletismo de 2017, participó en las eliminatorias de los 400 metros y no avanzó a las semifinales. Posteriormente, participó en las eliminatorias del relevo 4 × 400 metros, donde el equipo neerlandés fue descalificado.
En el Campeonato Europeo de Atletismo de 2018, ganó la medalla de bronce en los 400 metros con 50,77 s, detrás de la polaca Justyna Święty-Ersetic (50,41 s) y la griega María Belibasaki (50,45 s). Su marca estableció un nuevo récord nacional, que se mantuvo hasta que Femke Bol lo batió en 2021.
Como preparación para el Campeonato Europeo de Atletismo en Pista Cubierta de 2019 en Glasgow, que se celebraría a principios de marzo, De Witte optó por correr los 200 metros en el Campeonato Neerlandés de Atletismo en Pista Cubierta de 2019, que tuvo lugar una semana antes. Rápidamente se convirtió en campeona en 23.67 s, un tiempo más de medio segundo más rápido de lo que nunca había corrido esta distancia al aire libre antes. Una semana después en el Campeonato Europeo en Pista Cubierta compitió en los 400 metros, con una serie de tiempos de 52.56 s en su serie, una marca personal de 52.38 s en la semifinal, seguido de otra marca personal de 52.34 s. Esto valió una medalla de bronce, detrás de la suiza Léa Sprunger (oro con 51.61 s) y la belga Cynthia Bolingo (plata con 51.62 s). Fue la mejor actuación de la historia de una mujer neerlandesa en los 400 metros en un Campeonato Europeo en Pista Cubierta. En septiembre y octubre, compitió en el Campeonato Mundial de Atletismo de 2019. En los 400 metros, terminó 11.ª en las semifinales y no avanzó a la final. Posteriormente, participó en las eliminatorias y la final del relevo 4 × 400 metros, y el equipo neerlandés terminó séptimo.
Antes del Campeonatos Neerlandés de Atletismo en Pista Cubierta de 2021 del 20 y 21 de febrero, que se celebraron sin espectadores debido a la pandemia de COVID-19 en Países Bajos, De Witte fue mencionada como una de las aspirantes al título de los 400 metros, especialmente después de haber corrido 52,82 s en una competición en pista cubierta en Metz el 6 de febrero. Poco después, sin embargo, sufrió una lesión que le impidió participar en estos campeonatos, pero se recuperó a tiempo para los Campeonato Europeo de Atletismo en Pista Cubierta de 2021 en Torún, al que ya se había clasificado gracias a su actuación en Metz. Fue un torneo en el que los Países Bajos terminaron primeros en el medallero por primera vez, con siete medallas, cuatro de las cuales fueron de oro. De Witte, que no había llegado a la final en los 400 metros individuales, formaba parte entonces del equipo femenino de relevos 4 × 400 metros, que también incluía a Lieke Klaver, Marit Dopheide y Femke Bol. Este cuarteto ganó una de las cuatro medallas de oro mencionadas en el récord nacional de 3:27.15 min. Para ellas, esta fue su primera medalla de oro en un torneo de campeonato de prestigio internacional.
Fue seleccionada para los segundos Juegos Olímpicos de su carrera, esta vez en los Juegos Olímpicos de Tokio 2020, que se habían pospuesto a 2021 debido a la pandemia de COVID-19. De Witte compitió en dos eventos de relevos: el relevo mixto de 4 × 400 m, que se había agregado al programa olímpico por primera vez, y el relevo femenino regular de 4 × 400 m. En el primero, compitió en solitario en las eliminatorias, donde terminó segunda con Lieke Klaver, Jochem Dobber y Ramsey Angela en 3:10.69 min. En la final, el equipo neerlandés, formado por Liemarvin Bonevacia, Lieke Klaver, Femke Bol y Ramsey Angela, terminó cuarto con el tiempo récord nacional de 3:10.36 min. En el relevo 4 × 400 metros femenino, De Witte compitió entonces con su hermana Laura, tal como lo había hecho cinco años antes en Río. En sus eliminatorias, el cuarteto neerlandés, junto con las hermanas De Witte, Lieke Klaver y Femke Bol, ya habían mejorado el récord nacional establecido en los juegos de 2016. Con un tiempo de 3:24.01 min, fueron casi tres segundos más rápidas esta vez. Además, fueron el primer equipo femenino neerlandés en alcanzar una final olímpica en esta prueba de relevos. En esa prueba, terminaron sextos con un tiempo récord de 3:23.74 min.

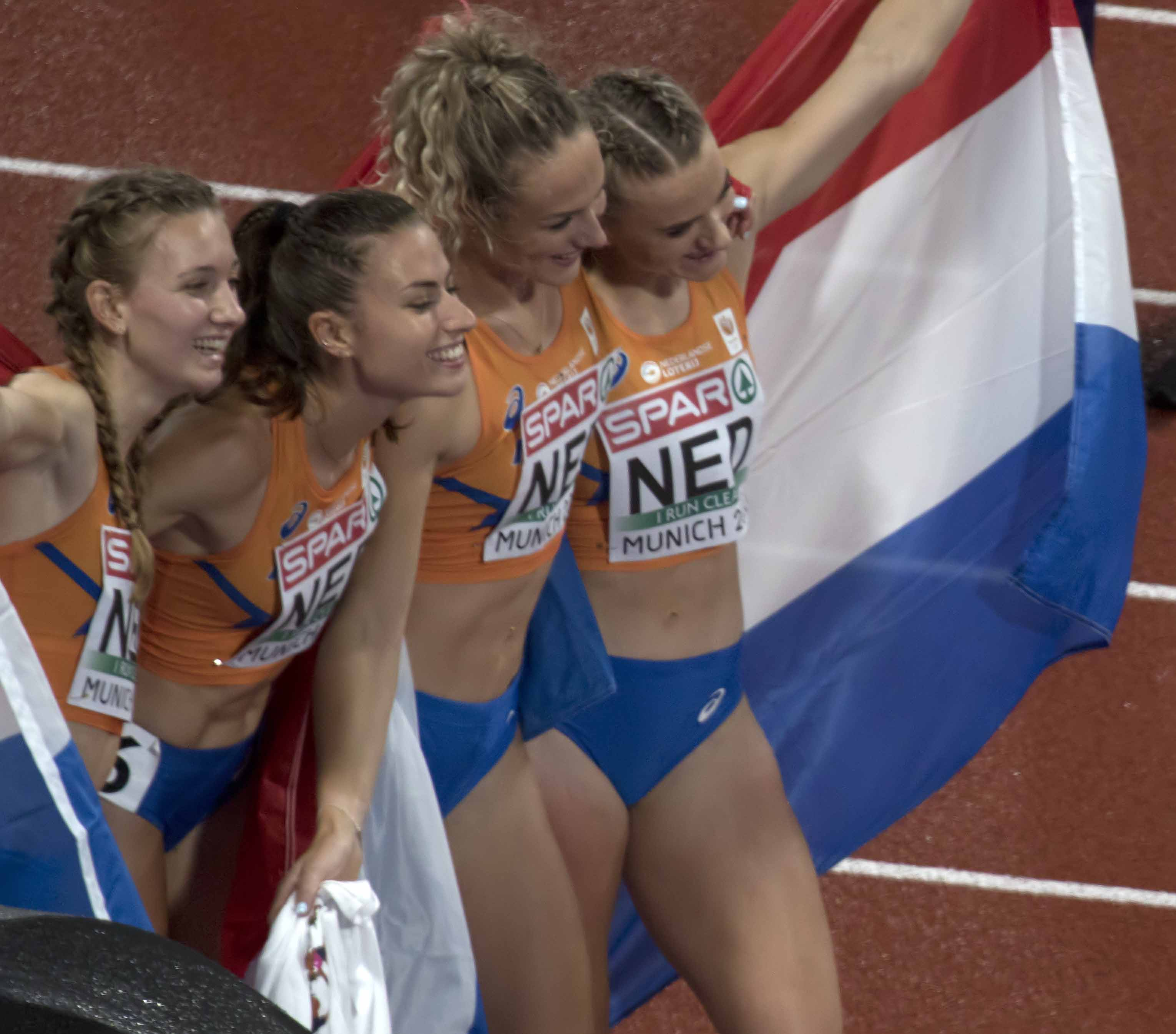
De izquierda a derecha: Femke Bol, Eveline Saalberg, Lieke Klaver y Lisanne de Witte, en la final de relevo 4 × 400 metros en el Campeonato Europeo de Atletismo de 2022.

Una conmoción cerebral sufrida durante un entrenamiento en circuito en Sudáfrica posteriormente causó un revés significativo. De Witte continuó sufriendo las consecuencias durante tanto tiempo que se saltó el Campeonato Mundial de Atletismo de 2022 en Eugene, con la esperanza de recurperarse lo suficiente para el Campeonato Europeo de Atletismo de 2022 en Múnich. En el relevo 4 × 400 m en dicho evento, Eveline Saalberg, Lieke Klaver, Lisanne de Witte y Femke Bol corrieron una carrera que culminó con una victoria en 3:20.87 min, un récord nacional. Este cuarteto, después de ser subcampeón en los Campeonatos Mundiales en pista cubierta, ahora también era campeón de Europa al aire libre, un resultado único para los Países Bajos.

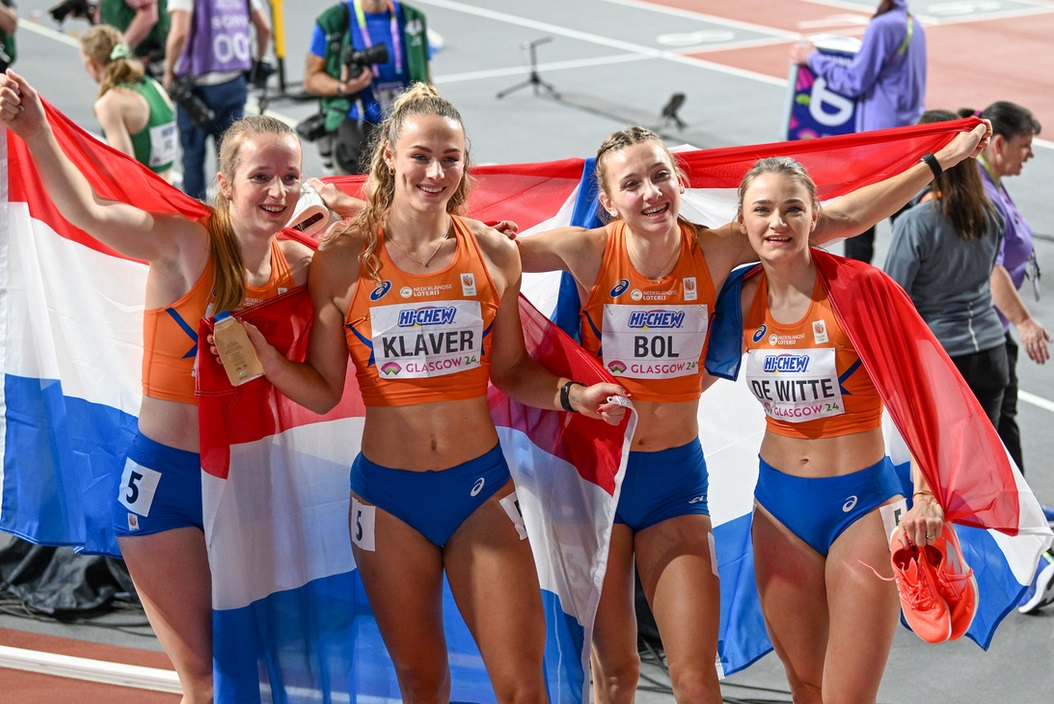
De izquierda a derecha: Cathelijn Peeters, Lieke Klaver, Femke Bol y Lisanne de Witte en el Campeonato Mundial de Atletismo en Pista Cubierta de 2024.

En los Juegos Olímpicos de París 2024, el equipo de Países Bajos llegó a la final, donde corrió una carrera sólida detrás del equipo de los Estados Unidos, cuyos cuatro atletas terminaron por debajo de los 50 segundos, con Sydney McLaughlin-Levrone como la más rápida en 47.70 s. Este equipo ganó decisivamente en 3:17.27 min, a solo 0.1 segundos del antiguo récord mundial establecido en 1988 por un equipo de la Unión Soviética. Detrás de esta fuerza, los Países Bajos lucharon contra los equipos de Reino Unido en Irlanda por las medallas restantes en el orden de Klaver, Peeters, De Witte y Bol. De Witte se colocó en cuarto lugar con Bol tras un tiempo parcial de 50.20 s, después de lo cual Bol logró asegurar la medalla de plata. La carrera terminó en 3:19.50 min para los Países Bajos, un récord nacional y la primera vez por debajo de los 3:20 min. Lo mismo ocurrió con los equipos británicos e irlandeses, mientras que incluso el equipo francés, quinto en la clasificación, estableció un récord nacional de 3:21.41 min.

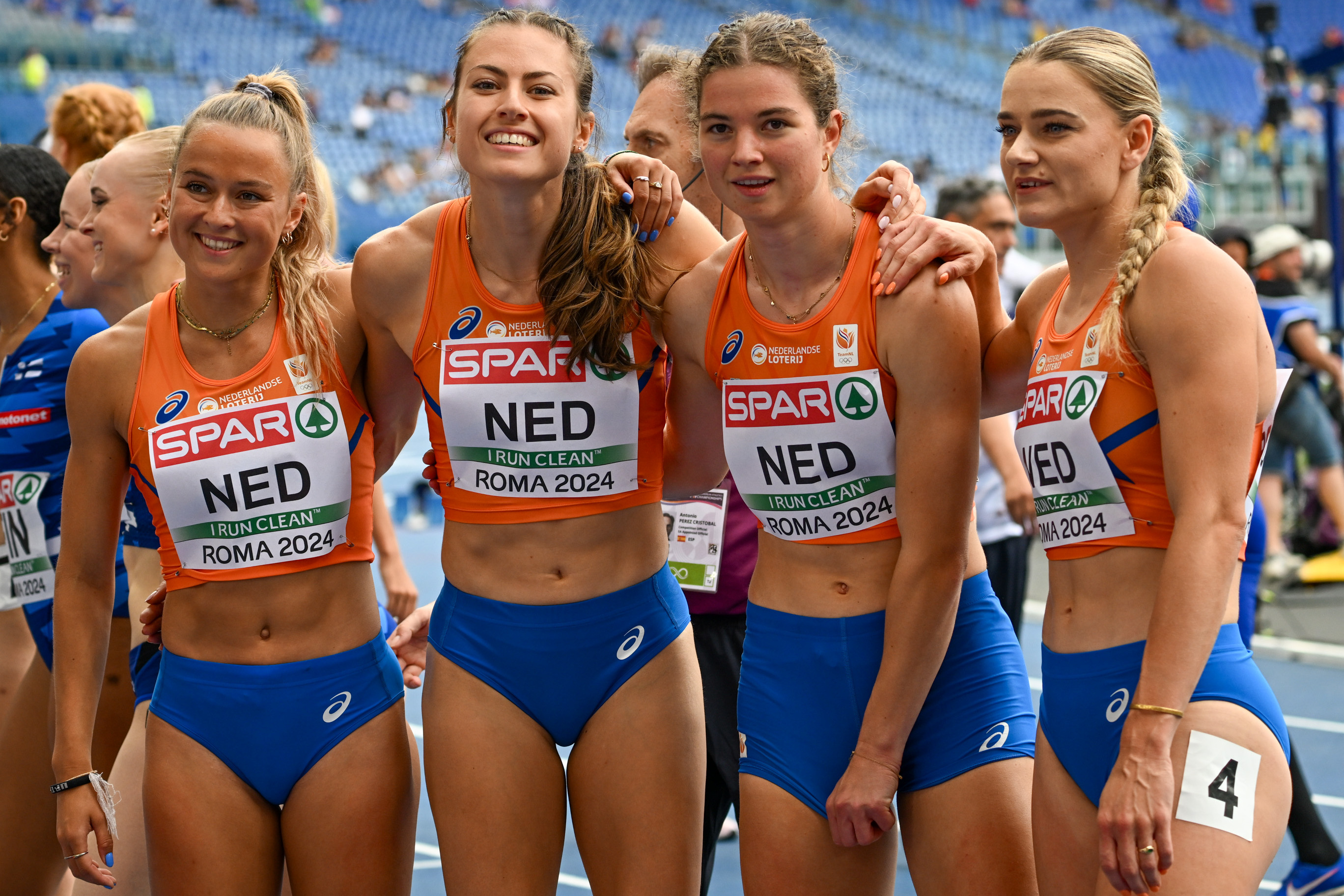
El equipo neerlandés, tras clasificarse para la final de relevo 4 × 400 metros en su ronda eliminatoria del Campeonato Europeo de Atletismo de 2024 en Roma. De izquierda a derecha: Anne van de Wiel, Eveline Saalberg, Myrte van der Schoot y Lisanne de Witte.

A finales de noviembre de 2024, de Witte fue nombrada uno de los seis nuevos miembros de la Comisión Mundial de Atletismo de World Athletics. Anteriormente había sido nominada por la Unión Real Neerlandesa de Atletismo y recibió suficientes votos durante la elección en el Campeonato Mundial de Atletismo de 2022 de Eugene, al que ella misma no asistió.

## Palmarés internacional
| Juegos Olímpicos                     | Juegos Olímpicos      | Juegos Olímpicos  | Juegos Olímpicos |
| Año                                  | Lugar                 | Medalla           | Prueba           |
| ------------------------------------ | --------------------- | ----------------- | ---------------- |
| 2024                                 | París (Francia)       | Medalla de plata  | 4 × 400 m        |
| Campeonato Mundial en Pista Cubierta |                       |                   |                  |
| Año                                  | Lugar                 | Medalla           | Prueba           |
| 2022                                 | Belgrado (Serbia)     | Medalla de plata  | 4 × 400 m        |
| 2024                                 | Glasgow (Reino Unido) | Medalla de oro    | 4 × 400 m        |
| Campeonato Europeo                   |                       |                   |                  |
| Año                                  | Lugar                 | Medalla           | Prueba           |
| 2018                                 | Berlín (Alemania)     | Medalla de bronce | 400 m            |
| 2022                                 | Múnich (Alemania)     | Medalla de oro    | 4 × 400 m        |
| 2024                                 | Roma (Italia)         | Medalla de oro    | 4 × 400 m        |
| Campeonato Europeo en Pista Cubierta |                       |                   |                  |
| Año                                  | Lugar                 | Medalla           | Prueba           |
| 2019                                 | Glasgow (Reino Unido) | Medalla de bronce | 400 m            |
| 2021                                 | Toruń (Polonia)       | Medalla de oro    | 4 × 400 m        |